# Rudolph Gehringer
Rudolph Gehringer ([zdroj?]) byl německý letecký konstruktér.
Inženýr Gehringer svoji kariéru zahájil u firmy Flugzeugbau Friedrichshafen, kde pracoval v konstrukční kanceláři pod vedením diplomovaného inženýra Theodora Kobera. Od počátku roku 1917 působil u firmy Pfalz Flugzeugwerke na pozici hlavního konstruktéra, kde začal s vývojem stíhacího dvouplošníku Pfalz D.III. V továrně Pfalz působil až do konce první světové války a vedl vývoj dalších stíhacích letounů s charakteristickými ladnými tvary a pevnou konstrukcí.